# 臨海路 (新園鄉)
臨海路（英文：Linhai Rd.）是屏東縣新園鄉南端的南北向主要幹道。本道路經烏龍地區，全線屬台17線，為烏龍部落外環道路。起端於臥龍路口，前端銜接西行往高雄市林園區。末端於東港大橋北端與屬台27線的南興路交會。續行接東港大橋跨越東港溪至東港鎮。為新園鄉往來東港鎮的主要道路，也是高雄市、屏東縣兩地之間沿海往來重要道路之一。

## 行經行政區域
- 新園鄉

## 沿線設施
（由北至南）
- 烏龍社區
- 臥龍路
- 鹽龍路
- 南龍橋
- 南興路
- 東港大橋